# Famille de Giry
La famille de Giry (alias Giry) est une famille fixée à Bagnols-sur-Cèze dans le Gard au début du XVIe siècle dont la filiation suivie remonte à Anne de Giry, procureur en la justice de Bagnols en 1518 et 1523 et père de Claude, bourgeois de Bagnols en 1536. Selon certains auteurs elle viendrait du Milanais, selon d'autres elle viendrait du Nivernais. Jean-François Giry puis de Giry (1652-1721), fut anobli en mars 1699 par une charge de secrétaire du roi, sa postérité s'éteignit en 1797 avec Marie Anne Adelaïde de Giry.

## Origines
L’origine de la famille de Giry est discutée. Julien de Bessy écrit en 1776 dans ses généalogies manuscrites que cette famille est originaire du Milanais et Jean-Baptiste-Pierre Jullien de Courcelles écrit qu'elle vient du Nivernais.
Selon une notice parue dans le Dictionnaire biographique et album du Gard (1904) et reprise par Henri Jougla de Morenas dans le Grand Armorial de France (1939), cette famille a pour auteur Rostand de Giry, capitaine au service d' Henri III, qui s'établit en 1580 en Languedoc où il fit souche. De son mariage avec Melle de Verfeuil, il eut Antoine de Giry, marié à Melle de Bousquet, père de Guillaume de Giry, avocat, marié à Melle Marie du Bousquet qui fut le père de Pierre de Giry, avocat, marié à Melle de Fabri dont le fils Francois de Giry, lieutenant au régiment de Dauphiné, obtint en 1689 des lettres de réhabilitation de noblesse confirmée en 1692 et 1705; son fils, Louis, allié à Agathe du Montheil fut père d'Alexandre, chevalier de Saint-Louis, capitaine au régiment de la Martinique, qui de Catherine de Fossé eut Alexandre, père d'Alfred de Giry († 1875), conseiller à la Cour de Nîmes et d'Emmanuel de Giry, receveur des hospices de Nîmes.
Le baron du Roure de Paulin dans Le château de Rochebaron : généalogie de la famille de Giry (1906) établi une filiation différente et plus ancienne de la famille de Giry et ne mentionne pas de lettres de réhabilitation de noblesse. Il fait remonter la filiation de cette famille à Anne de Giry, procureur en la justice de Bagnols dans le Gard en 1518 et 1523, qui épousa Claudine Ferri, fille d'un notaire de Draguignan.

## Filiation
Le baron du Roure donne la filiation suivante de la famille de Giry originaire de Bagnols dans le Gard
Anne de Giry, procureur en la justice de Bagnols en 1518 et 1523, qui épousa Claudine Ferri, fille d'un notaire de Draguignan dont Claude, qui suit.
Claude de Giry, fils aîné, bourgeois de Bagnols en 1536, épousa Antoinette d’Angeli, fille de Pierre d’Angeli, receveur de la ville de Fréjus dont Antoine, qui suit.
Antoine de Giry, receveur des finances des États du Languedoc (1569-1571-1579) épousa Catherine de Salvert dont il eut trois fils: Jean de Giry, qui continua la lignée à Bagnols, Antoine de Giry qui suit et Julien de Giry qui s'établit à Marseille.
Antoine (de) Giry , marié en 1593 à Annonay à N du Bosquet eut quatre fils dont Jacques (habitant à Villeneuve-de-Berg, marié avant 1624 à Françoise de Rochier, veuve avant 1637), Gaspard (qui n'eut qu'une fille de son mariage avec Marie de Monteils), Pierre, qui suit, Claude qui se fixa à Lyon et Guillaume.
Pierre (de) Giry, receveur des tailles du Vivarais en 1625, épousa en 1624 Catherine de la Rochette dont il eut Pierre, qui suit.
Pierre (de) Giry (mort en 1682), seigneur de Bressieu et de Perrost du chef de sa femme, docteur en droit, avocat, épousa vers 1656 Marie de la Rochette dont Jean-François, qui suit, Jean-Claude, capitaine de Cavalerie, tué à l'armée d'Allemagne et une fille.
Jean-François Giry puis de Giry (né le 3 août 1652 à Lyon, paroisse Saint-Nizier et mort le 7 décembre 1721 à Saint-Étienne, Grand-Église), seigneur de Bressieu, de Perrost, du Clappier, baron de Vaux et de Saint-Cyr, anobli par une charge de secrétaire du roi le 17 mars 1699 (reçu le 20 mars). Il épousa vers 1690 Antoinette Jacquier.
Sa postérité est éteinte. Florentin Benoit-d'Entrevaux dans Armorial du Vivarais (1908) écrit : « À partir de cette génération cette famille paraît devenir, d'après cette généalogie, plutôt Lyonnaise et Forézienne, et s'éteignit par Marie-Anne-Adélaïde de Giry, mariée, le 10 juillet 1758, à Gabriel de Fornel du Roure, seigneur de Paulin. Et par Marie-Françoise-Agathe de Giry, mariée, à Roanne, le 25 janvier 1761, à Michel de la Salle, chevalier, seigneur de Rochemaure, de Chavigné, etc., capitaine au régiment de Clermont ».

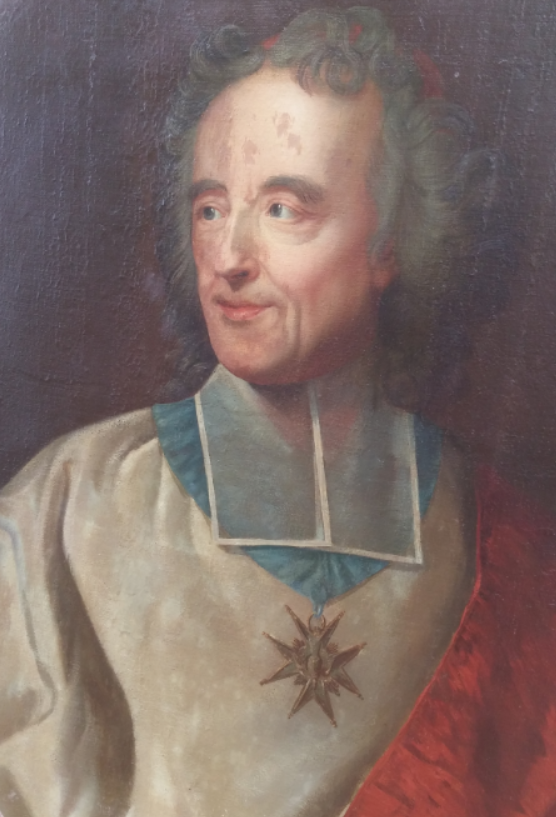
Odet-Joseph de Giry, portant en sautoir la croix de l'ordre du Saint-Esprit

## Personnalités
- Joseph de Giry de Saint Cyr (1699-1761), sous-précepteur du dauphin de France, conseiller d'État, membre de l'Académie française et docteur en théologie.

## Armes
Florentin Benoit-d'Entrevaux dans l'Armorial du Vivarais donne les armes suivantes sur cette famille :
- D'azur au sautoir d'argent. (armes portées par la branche forézienne)[5]
- Parti au 1, d'azur, au sautoir d'argent, au 2, d'or au lion de sable lampassé de gueules. (Armorial de 1696)[5]

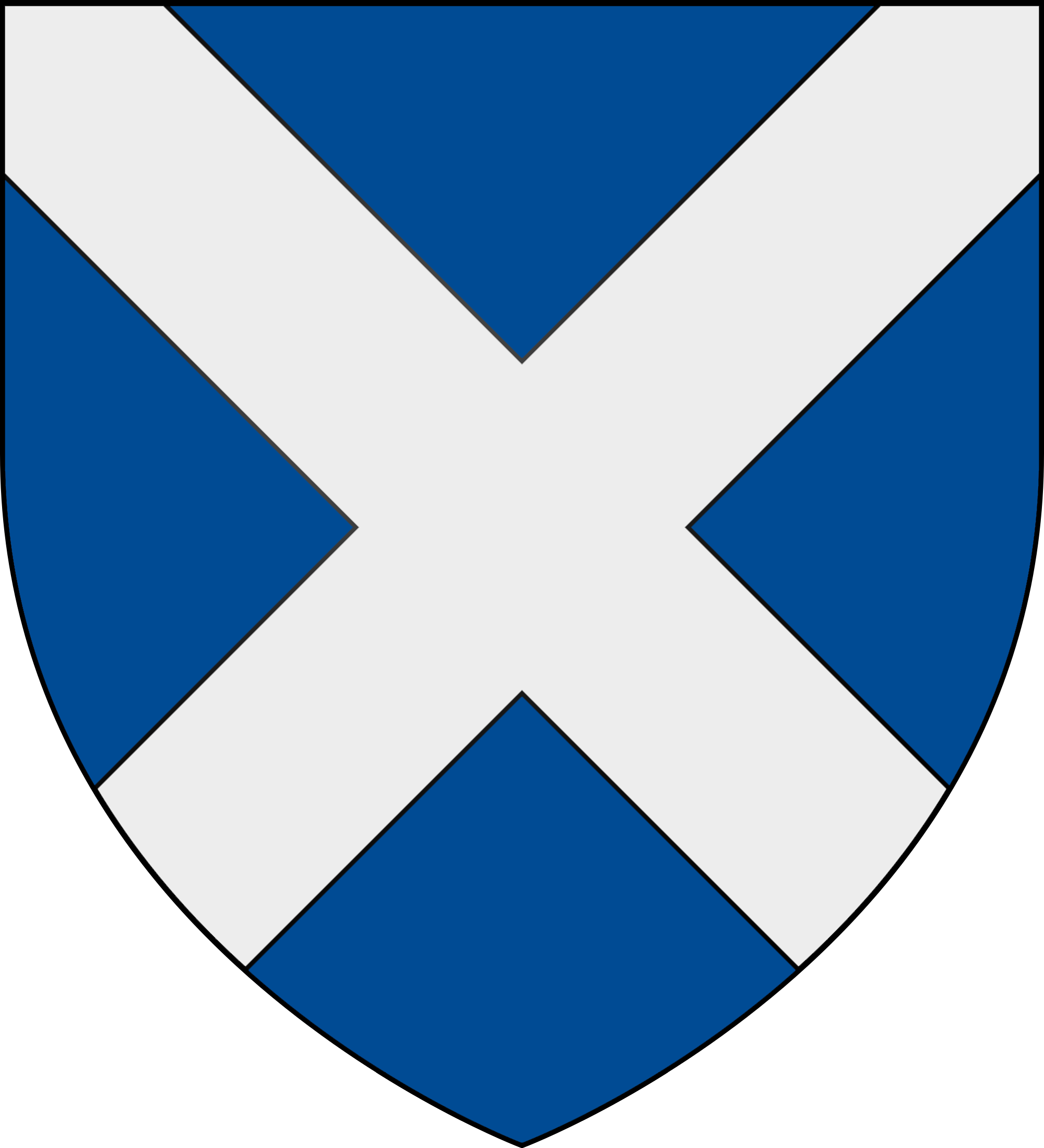

## Pour approfondir